# カルシウムリアクター
カルシウムリアクターとは、海棲生物飼育における水質調整器材のひとつである。
ベルリン式水槽などでミドリイシなどの造礁性サンゴ類を飼育する場合、水質上重要なパラメータはカルシウム濃度、或いは炭酸塩濃度KHである。水中のカルシウムイオンが欠乏するとサンゴが成長できなくなる。これを防ぐために塩化カルシウム水溶液を添加する方法もあるが、カルシウムイオンの濃度だけ増やしてもKHつまり炭酸水素イオンの濃度が低下してしまう、濃度の微調節が難しいなどの欠点がある。そこで、天然のカルシウムイオン・炭酸水素イオン供給原理である石灰岩の風化を人工的に模した装置が考案された。これがカルシウムリアクターである。

## 原理
アラレ石などの炭酸カルシウム結晶（石灰岩）を円筒状の容器に入れ、強力なポンプで容器内の海水を循環させるとともに、二酸化炭素を適宜添加していく。すると二酸化炭素の溶解に伴って以下の反応が進行する。
{\displaystyle {\rm {CaCO_{3}+H_{2}O+CO_{2}\longrightarrow Ca(HCO_{3})_{2}}}}
この反応は平衡反応であり、どれほどのカルシウムイオンが生じるかは温度と二酸化炭素分圧によってほぼ決定される。また、炭酸カルシウムの結晶の種類によっても若干の相違が出る。
このようにしてカルシウムイオンと炭酸水素イオンの飽和した海水を少しずつ本水槽に滴下する。同時に本水槽から本装置に同量の飼育水が供給される。これら水の移動には流水の生む陰圧が利用されることが多く、特別な輸送装置は不要である。
多様な商品が考案、市販されているが、基本的な原理は全て以上の通りである。よって自作も可能で、多くのアクアリストがオリジナルのカルシウムリアクターを手作りし活用している。商品によっては驚くほど高価なものもあるが、これはメンテナンス性の良さや高級ポンプを利用することによる反応の効率化、或いは微調整能の良さが付加価値となっている。
なお、市販されている原料用の石灰岩（メディアと呼ぶ）の種類も多く、値段も様々である。一般に最も値段の低いサンゴ砂でも効果はあるが、より風解速度を高めた高純度結晶や、或いは他の必須ミネラル分にも富むことをアピールした商品もある。
KH及びカルシウムイオンは濃度検査キットが市販されており、ホビーレベルではあるが十分な目安となる。

## 注意
本装置はメンテナンスの都合上、透明容器（多くはアクリル樹脂）で作られることが多いが、装置内の海水は二酸化炭素濃度が極めて高く、光が当たると藻類の繁殖が著しい。原理上、本装置の能力は「単位時間に単位表面積の石灰岩と触れあう総水量」と「添加した二酸化炭素の物質量」によって決定される。藻類が繁殖するなどして石灰岩を目詰まりさせると流量が低下し、本来の性能を発揮できなくなる恐れがある。また、同様の理由で、風化が進んだ石灰岩自身の崩壊による目詰まりにも注意した方が良い。